# ハサヌディン大学
ハサヌディン大学（ハサヌディンだいがく Hasanuddin University、略称UNHAS）は、インドネシア共和国、南スラウェシ州都のマカッサルにある国立大学である。東部インドネシアでの最高学府であり、サンゴ礁や海洋生態系を研究する上で、世界でも有数の場所に位置している。「ハサヌディン」とは17世紀のインドネシアの英雄Sultan Hasanuddin（ゴア王国第16代の王）の名前にちなんだものである。

## 歴史
1955年にインドネシア最高学府のインドネシア大学から独立し、1956年にハサヌディン大学として承認された。

## 学部
- 農学部
- 歯学部
- 経済学部
- 工学部
- 林学部
- 法学部
- 文学部
- 畜産学部
- 水産学部
- 機械・自然科学部
- 医学部
- 薬学部
- 公衆衛生学部
- 社会・政治学部

学生数は約37,000人程度であり、QS世界大学ランキング2022では、1001-1200位、同アジア大学ランキング2022では、351-400位にランクインしている。著名な卒業生として、インドネシア副大統領を務めたモハマッド・ユスフ・カラなどがいる。

## 日本の学生交流協定校
- 京都大学[1]
- 九州大学[2]
- 秋田大学
- 東京海洋大学
- 千葉大学
- 金沢大学
- 富山大学
- 新潟大学
- 豊橋技術科学大学
- 名古屋市立大学
- 奈良先端科学技術大学院大学
- 神戸大学
- 広島大学
- 岡山大学
- 岡山県立大学
- 徳島大学
- 愛媛大学
- 島根大学
- 熊本大学
- 宮崎大学
- 佐賀大学
- 長崎大学
- 中央大学
- 東洋大学
- 北里大学
- 同志社大学
- 大阪工業大学[3]